# Tassarolo
Tassarolo (Tassareu in piemontese, Tascëreu in ligure) è un comune italiano di 584 abitanti della provincia di Alessandria in Piemonte. È situato sulle estreme propaggini collinari dell'Appennino ligure.

## Storia
Già sede di un monastero benedettino nell'XI secolo, dipendente dall'abbazia di Santa Maria di Castiglione (oggi Castione Marchesi) (Fidenza, Parma).
In seguito fu possesso dei marchesi di Gavi fin dal 1172. Passati questi ai genovesi, fu conquistato dagli alessandrini. Feudo degli Spinola di Luccoli dal 1367, divenne feudo imperiale e contea. Fu quindi possedimento del duca di Mantova e quindi dei sovrani sabaudi (1736).

### Simboli
Lo stemma e il gonfalone del comune di Tassarolo sono stati concessi con decreto del presidente della Repubblica del 12 aprile 1984.

## Monumenti e luoghi d'interesse

### Architetture religiose
- Chiesa parrocchiale di San Nicolao
- Chiesa della Santissima Annunziata
- Chiesa di Sant'Ambrogio
- Chiesa di San Rocco
- Chiesa di San Defendente

### Architetture civili
- Castello di Tassarolo.

## Società

### Evoluzione demografica
Abitanti censiti

### Istituzioni, enti e associazioni
A Tassarolo ha sede l'associazione "Terra del Nibiò" volta a recuperare e rivalorizzare il vino prodotto con un'antica varietà di uva Dolcetto, denominata appunto "Nibiò", coltivata esclusivamente in pochi vigneti tra Tassarolo e Novi Ligure.

## Cultura

### Eventi
- 16 agosto: festa di san Rocco - celebrazioni religiose e sagra gastronomica nei giorni precedenti o seguenti con ravioli, tagliatelle e altre specialità tipiche della zona.
- Seconda domenica di settembre: Festa patronale della Madonnina di sant'Ambrogio - funzione religiosa con processione delle Confraternite.

## Amministrazione
Di seguito è presentata una tabella relativa alle amministrazioni che si sono succedute in questo comune.
| Periodo        | Periodo        | Primo cittadino         | Partito                            | Carica  | Note  |
| -------------- | -------------- | ----------------------- | ---------------------------------- | ------- | ----- |
| 16 giugno 1985 | 25 maggio 1990 | Renzo Fasciolo          | Democrazia Cristiana               | Sindaco | [ 6 ] |
| 25 maggio 1990 | 24 aprile 1995 | Renzo Fasciolo          | Democrazia Cristiana               | Sindaco | [ 6 ] |
| 24 aprile 1995 | 14 giugno 1999 | Giordano Tedeschi       | centro                             | Sindaco | [ 6 ] |
| 14 giugno 1999 | 14 giugno 2004 | Giuseppe Luigi Cavriani | lista civica                       | Sindaco | [ 6 ] |
| 14 giugno 2004 | 8 giugno 2009  | Giuseppe Luigi Cavriani | lista civica                       | Sindaco | [ 6 ] |
| 8 giugno 2009  | 26 maggio 2014 | Paolo Mario Castellano  | lista civica Insieme per Tassarolo | Sindaco | [ 6 ] |
| 25 maggio 2014 | 26 maggio 2019 | Paolo Mario Castellano  | lista civica Insieme per Tassarolo | Sindaco | [ 6 ] |
| 26 maggio 2019 | 9 giugno 2024  | Paolo Mario Castellano  | lista civica Insieme per Tassarolo | Sindaco | [ 6 ] |
| 9 giugno 2024  | in carica      | Claudio Pernumian       | lista civica Insieme per Tassarolo | Sindaco | [ 6 ] |

## Sport

### Calcio
La società sportiva più importante del paese è l'A.S.D. Tassarolo, nata nel 2004 dalle ceneri della vecchia Aurora Tassarolo. Il Tassarolo milita nel campionato provinciale di Seconda Categoria (Girone R). La divisa ufficiale è composta da maglia giallo-blu, calzoncini blu e calzettoni blu. Il campo di casa della società è il "Lorenzo Pernigotti" situato presso l'omonimo centro sportivo del paese. Il presidente è Fabio Bianchi, noto medico della zona novese. Nel campionato 2006-2007 il Tassarolo ha ottenuto una vittoria nel campionato di Terza Categoria che gli ha permesso di approdare in Seconda. Nel campionato 2017-2018 il Tassarolo ha ottenuto una vittoria nel campionato di Seconda Categoria che gli ha permesso di approdare in Prima Categoria per la prima volta nella sua storia.

## Galleria d'immagini

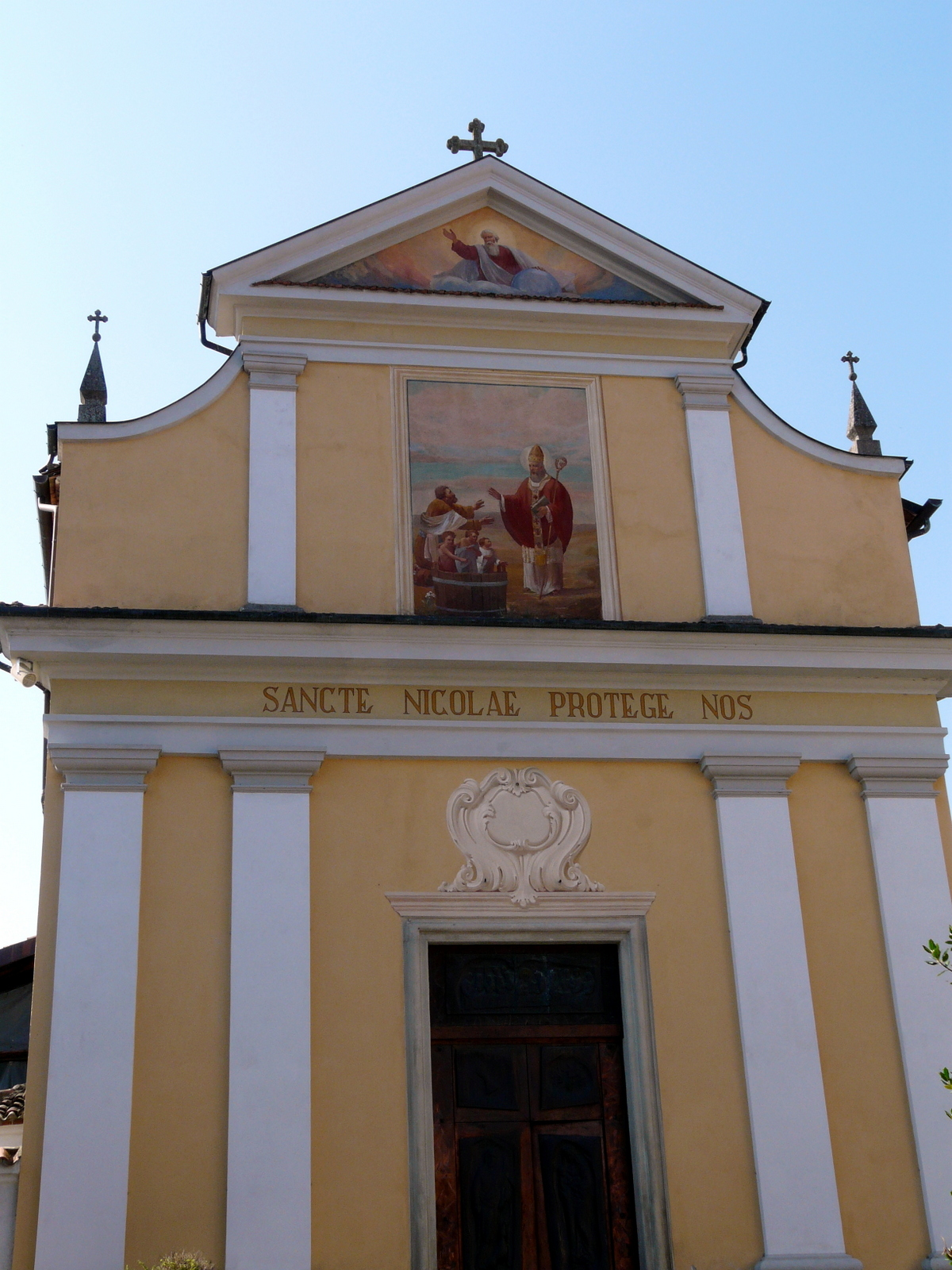
Chiesa di San Nicolao
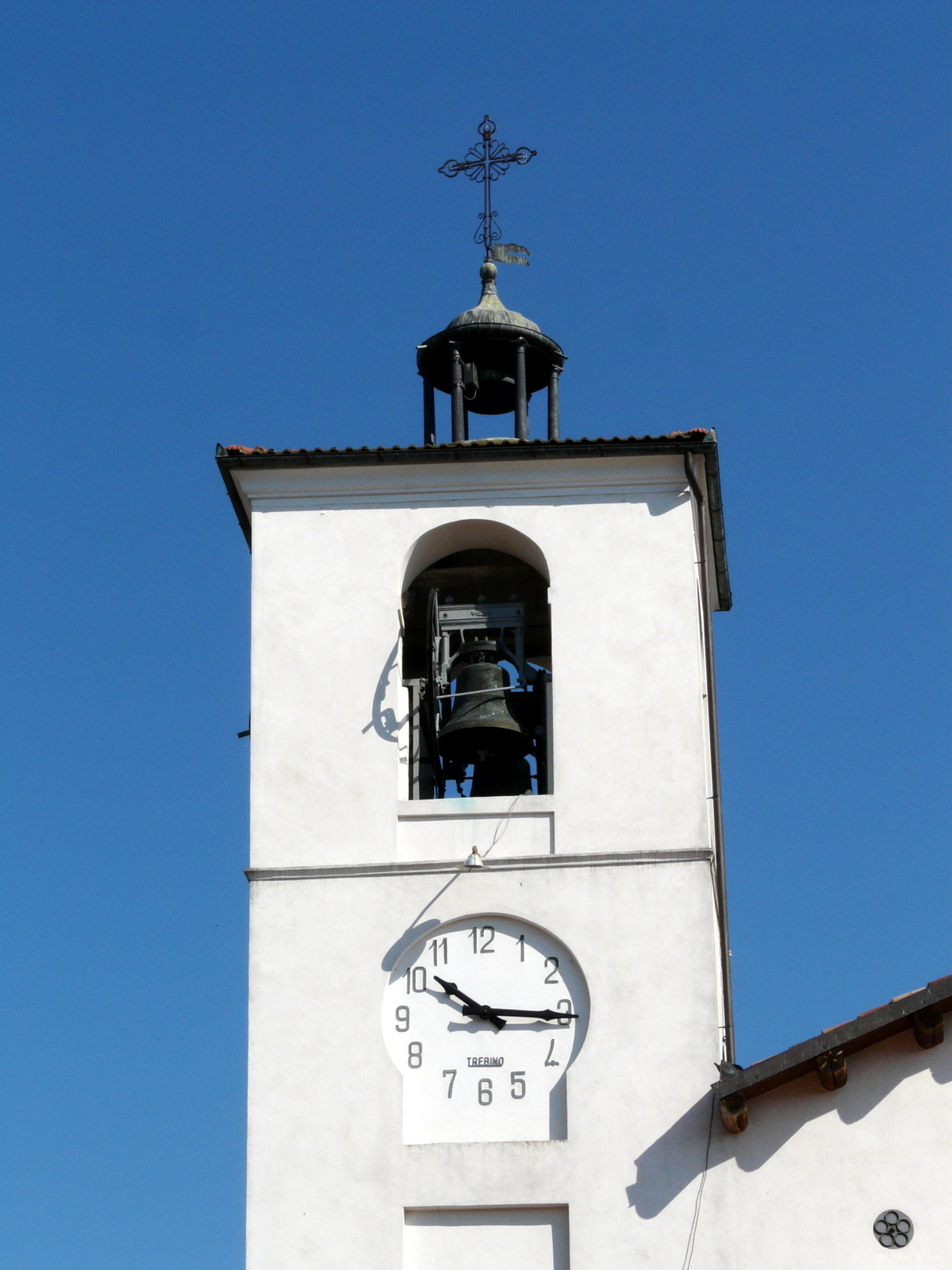
Campanile della chiesa di San Nicolao
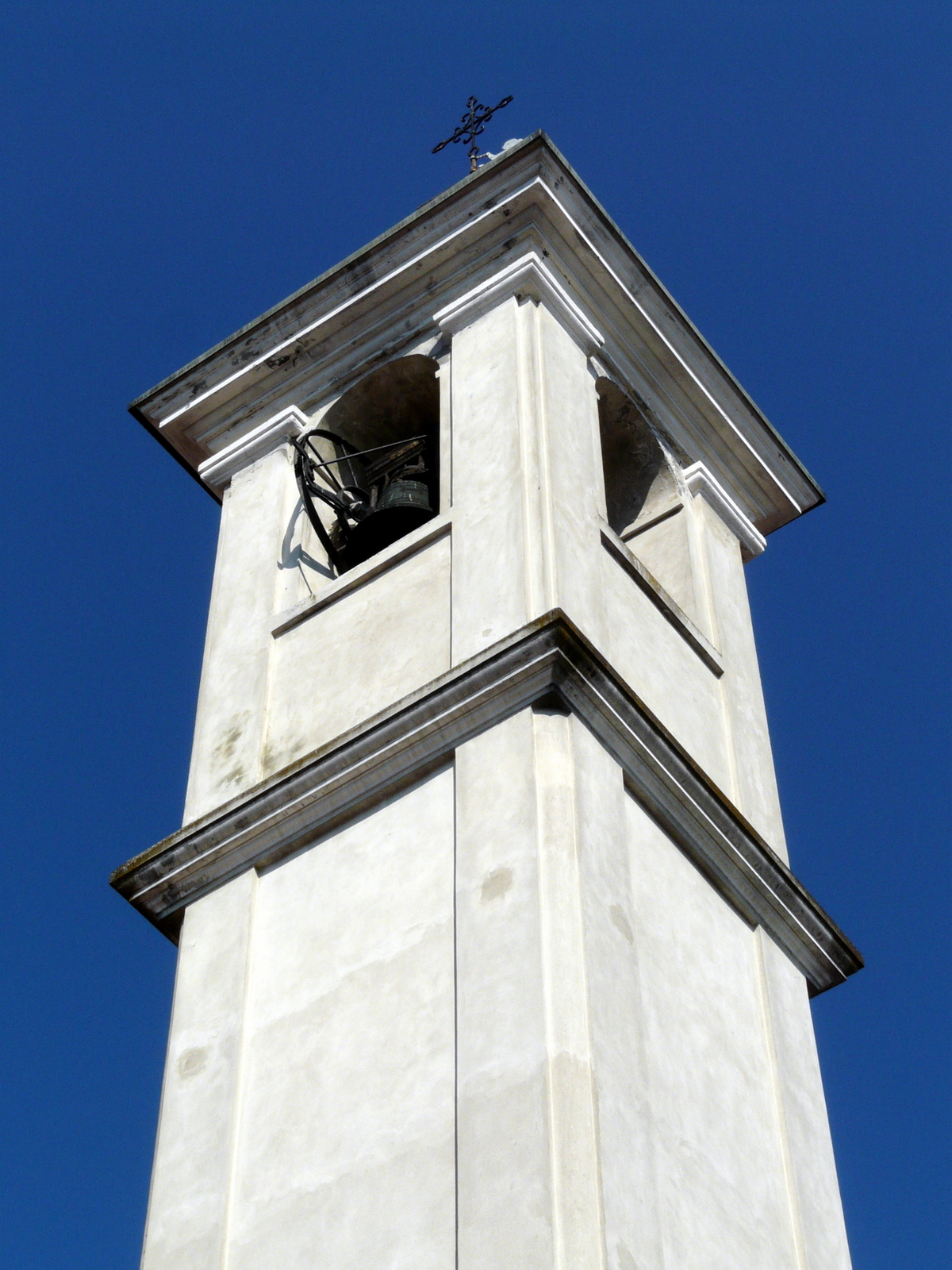
Campanile della chiesa della Santissima Annunziata
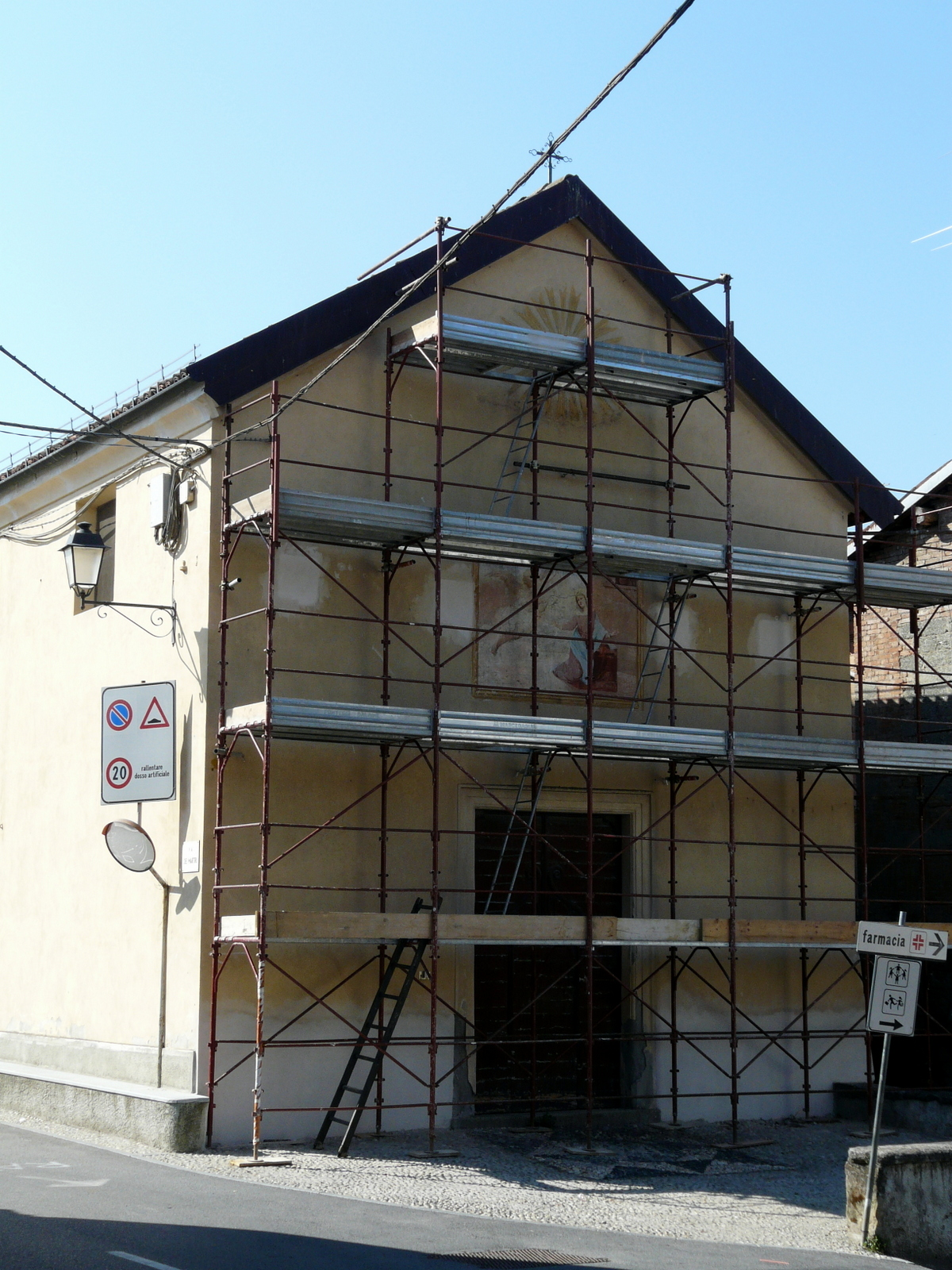
Chiesa della Santissima Annunziata (in restauro nel 2013)
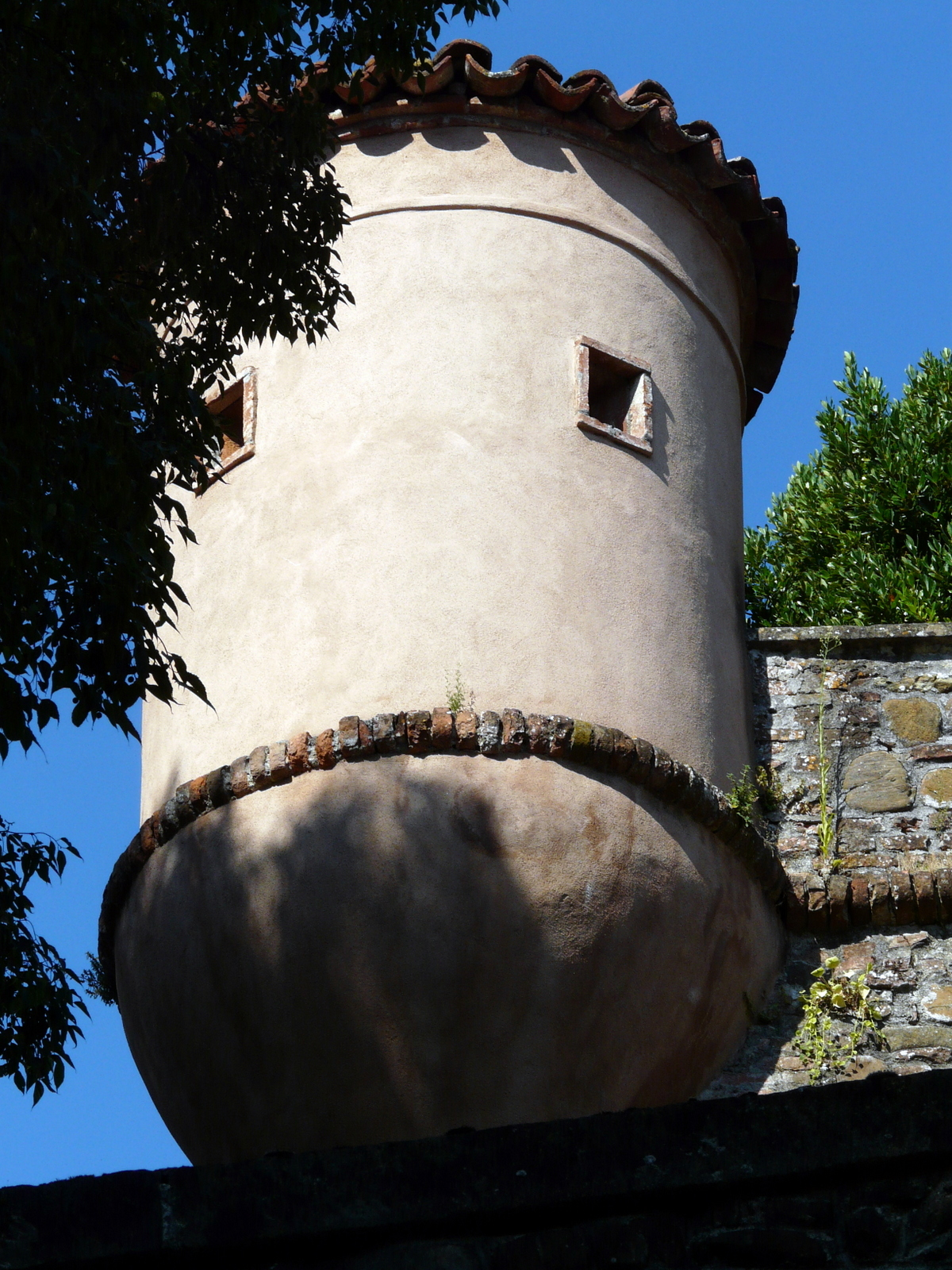
Garitta del castello di Tassarolo